# Грабченки
Гра́бченки (рос. Грабченки) — село у Каширському міському окрузі Московської області Російської Федерації.

## Розташування
Село Грабченки входить до складу міського поселення Ожерельє. Найближчі населені пункти Ожерельє, Ожерельєвського плодолісорозсадника. Найближча залізнична станція Ожерельє.
Назва села, здогадно, пов'язана з назвами розташованих поблизу ярів Гробень і Грабенка (від гребти — «копати», пор. грабар, гріб). Народна етимологія пов'язує топонім з грабить, «грабувати».

## Населення
Станом на 2010 рік у селищі проживало 110 осіб.

## Пам'ятки архітектури
У селі збереглася пам'ятка архітектури — дерев'яна Казанська церква, яка датується 1745 роком.